# SC-02F
ドコモ スマートフォン GALAXY J SC-02F（ドコモ スマートフォン ギャラクシー ジェイ エスシーゼロニエフ）は、韓国のサムスン電子によって開発された、NTTドコモの第3.9世代移動通信システム（Xi）と第3世代移動通信システム（FOMA）のデュアルモード端末である。ドコモ スマートフォン（第2期）のひとつ。製品番号はSGH-N075。

## 概要
GALAXYシリーズでは初となる日本市場特化モデルで、サムスン電子ジャパンが製品デザインを担当した。ちなみに、製品名のJはJapan（日本）の他に、Jewel（宝石）・Journey（旅）といった意味が込められている。
GALAXYシリーズでは珍しいブルー系・ピンク系のカラーバリエーションを取りそろえているが、サムスン電子ジャパンでは「日本人が好む色合いに仕上げた」と謳っている。またGALAXYブランドのスマートフォンではS II LTE以来となるストラップホールがついている。
また、日本向け仕様として文字入力に「8フリックモード」が追加されているが、これは、8方向にフリックする事で、文字モードの切り替え不要でひらがな・英語・数字を入力する事が可能となっている。
カメラの撮影モードには、ゴルフスイングを撮影すると、時系列分割連続写真でスイングフォームを確認できる「ゴルフ」モードと画角360度の写真を撮影して全方向の球形パノラマ写真が撮影できる「サラウンドショット」モードを追加。ただしSC-04Eにある「夜景」モードは搭載されていない。
その他、災害時などに電池持ちを伸ばす「緊急時長持ちモード」を備えている。同機能を有効にすると、画面の輝度を下げ、画面表示が消費電力を必要としない白黒に切り替わる。またバックグラウンドで動作するアプリを制限することで、消費電力を大幅に抑え、電池消費を通常の4割程度に抑えることができる。また子供の誤動作を防ぐために、SMSと着信時の受話以外の機能・サービスを制限することができる「通信制限モード」や音量キーの上下両方を同時に3秒以上押すことで80dB以上のブザーを鳴らし、緊急時に周囲に危険を知らせることができるブザー機能も搭載されている。
SC-01F同様、OSにAndroid 4.3を搭載していることから、SC-01Fと同時発売された別売の腕時計型端末「GALAXY Gear」との連携にも対応している。その他、装着すると小窓から時刻などを確認できるフリップ型カバー「S Viewカバー」も純正アクセサリーとして用意している。
なお、防水性能は備えていないほか、フルセグ放送の受信には対応していない。

## 主な機能
| 主な対応サービス                                | 主な対応サービス                         | 主な対応サービス                     | 主な対応サービス                                                  |
| ----------------------------------------------- | ---------------------------------------- | ------------------------------------ | ----------------------------------------------------------------- |
| タッチパネル/加速度センサー                     | Xi/FOMAハイスピード                      | Bluetooth                            | DCMX/おサイフケータイ/NFC/かざしてリンク/赤外線/トルカ            |
| ワンセグ/フルセグ/モバキャス                    | メロディコール                           | テザリング                           | WiFi IEEE802.11a/b/g/n/ac                                         |
| GPS                                             | ドコモメール/電話帳バックアップ          | デコメール/デコメ絵文字/デコメアニメ | iチャネル                                                         |
| エリアメール/ソフトウェアーアップデート自動更新 | デジタルオーディオプレーヤー(WMA・MP3他) | GSM/3Gローミング(WORLD WING)         | フルブラウザ/Flash Player                                         |
| Google Play/dメニュー/dマーケット               | Gmail/Google Talk/YouTube/Picasa         | バーコードリーダ/名刺リーダ          | ドコモ地図ナビ/ドコモ ドライブネット/Google Maps/ストリートビュー |

## 歴史
- 2013年10月10日 - NTTドコモより公式発表、事前予約開始。
- 2013年10月31日 - 発売開始[10]。
- 2014年7月8日 - Android 4.4へアップデート開始。
- 2015年10月5日 - Android 5.0へアップデート開始。

## アップデート・不具合など
2014年2月12日のアップデート（機能バージョンアップ）
- 機能バージョンアップ
  - [docomo ID」認証の本格導入対応
    - 端末にdocomo IDを設定することが可能。docomo IDを端末に設定することで、対応するサービスアプリ[12]でのdocomo ID入力が不要になる。
    - Wi-Fiオプションパスワードがdocomo IDに統合[13]

  - 端末を紛失した際などに、パソコン（My docomo）から回線を指定して、遠隔操作で端末初期化およびSDカードのデータを消去できるサービス「遠隔初期化」に対応
  - 新「ドコモバックアップアプリ」の提供開始
    - SDカードバックアップ対応項目のうち、音楽、ブックマーク、通話履歴、ユーザ辞書について、データ保管BOXへのアップロードが可能となる。

  - 「伝言メモ」機能追加
    - 「伝言メモ」再生時の出力をスピーカーから受話口（レシーバー）に変更。

  - GALAXY Gear（SM-V700）で通知されるドコモ・サービスの追加
    - spモードメールの通知機能に加え、新たにドコモメール、エリアメールの通知機能を追加。
- 不具合修正
  - dビデオまたはdアニメのコンテンツを再生中、まれに正しく再生されない場合がある不具合を修正する。
- ビルド番号がJSS15J.SC02FOMUBMJ9からJSS15J.SC02FOMUBNA6になる。

2014年3月4日のアップデート
- ダウンロードした音楽コンテンツを再生中、まれに正しく再生できない場合がある不具合を修正する。
- ビルド番号がJSS15J.SC02FOMUBMJ9、JSS15J.SC02FOMUBNA6からJSS15J.SC02FOMUBNB3になる。

2014年3月31日のアップデート（機能バージョンアップ）
- 機能バージョンアップ
  - 「LTE国際ローミング」の対応
    - 本端末を利用して、海外でLTEの通信が可能になる（本機能対応に伴い、LTEのON／OFF設定を追加）。
- 不具合修正
  - 音声着信時、応答ガイダンス中に着信が切れると、不在着信が表示されない場合がある不具合を修正する。
- ビルド番号がJSS15J.SC02FOMUBMJ9、JSS15J.SC02FOMUBNA6、JSS15J.SC02FOMUBNB3からJSS15J.SC02FOMUCNC3になる。

2014年7月8日のアップデート（OSバージョンアップ）
- 本機独自機能の追加
  - 映画やアニメなどの動画や音楽ファイルなど、30MB以上の大容量ファイルのダウンロードがLTEとWi-Fiを同時に接続することで高速でダウンロードができ、快適にコンテンツが楽しめる「ハイブリッドダウンロード」に対応。
  - 「緊急時長持ちモード」の機能改善
    - 懐中電灯（フラッシュライトを点灯）をホーム画面上から起動することが可能。
    - 緊急アラームをホーム画面上から起動することが可能。
    - あらかじめ登録しておいた連絡先（最大4件まで）に現在位置情報を付加したメッセージを送信することができる「現在地を共有」機能を追加。

  - 「ユーザ補助」の機能改善
    - 音楽やビデオなどの音に合わせて本端末が振動する「自動反応バイブ」機能を追加。
    - 機能操作時に、速やかにメニューにアクセスし操作性を向上する「アシスタントメニュー」機能を追加。
    - ホームボタンを素早く3回押してユーザ補助機能を設定／解除できる「ダイレクトアクセス」機能を追加。

  - カメラ機能に撮影場所の左右や前進といった動きのあるリアルな写真が撮影でき、その場にいるような感覚を体感できる「バーチャルツアーショット」を追加。
  - 「プリンタ連携機能」の追加。パソコンが無くても写真やホームページの印刷が利用可能になる。
- その他
  - OSバージョンアップと合わせて、spモードメールがドコモメールに切り替わる[15]。
  - ドコモ絵文字をリニューアル。収録数が252個から698個に拡大。
- 不具合修正
  - 携帯電話（本体）にてワンセグを視聴中、まれに正しく再生できない場合がある不具合を修正する。
- ビルド番号がJSS15J.SC01FOMUCNC3からKOT49H.SC01FOMUFNF6になる。

2014年10月16日のアップデート
- Gガイド番組表アプリからワンセグを起動できない場合がある不具合を修正する。
- ビルド番号がJSS15J.SC02FOMUBMJ9、JSS15J.SC02FOMUBNA6、JSS15J.SC02FOMUBNB3、JSS15J.SC02FOMUCNC3、KOT49H.SC02FOMUFNF7からKOT49H.SC02FOMUFNI3になる。

2015年6月22日のアップデート
- 通話中、特定の条件下で音声が途切れる場合がある。
- ビルド番号JSS15J.SC02FOMUBMJ9、JSS15J.SC02FOMUBNA6、JSS15J.SC02FOMUBNB3、JSS15J.SC02FOMUCNC3、KOT49H.SC02FOMUFNF7、KOT49H.SC02FOMUFNI3、KOT49H.SC02FOMUFOF1からKOT49H.SC02FOMUFOF2になる。

2015年10月5日のアップデート
- Android 5.0(lollipop)へのアップデート
- Bluetoothの再接続に時間がかかる場合がある不具合を修正。
- ビルド番号KOT49H.SC02FOMUFOF2からLRX21V.SC02FOMUGOI4になる